# Oldenburgische S 10
Die Lokomotiven der der Gattung S 10 waren Schnellzuglokomotiven der Großherzoglich Oldenburgischen Eisenbahn, die später von der Deutschen Reichsbahn als Baureihe 16 übernommen wurden.

## Geschichte
Die drei Lokomotiven wurden 1917 bei Hanomag gebaut und kamen auf der Strecke Bremen–Oldenburg–Wilhelmshaven, der wichtigsten Schnellzugstrecke Oldenburgs, zum Einsatz. Sie gehörten zu den wenigen Fahrzeugen dieser Bahn, die sich nicht an den Fahrzeugen der Preußischen Staatseisenbahnen orientierten, da die vorgeschriebene maximale mittlere Achslast von 15 t wegen des leichten Oberbaus niedriger war als bei vergleichbaren preußischen Fahrzeugen. Die Fahrzeuge wiesen jedoch eine ungünstige Gewichtsverteilung und einen unruhigen Lauf auf und hatten häufig mit Kesselproblemen zu kämpfen. Außerdem führte das schlechte Verhältnis von Strahlungs- zu Rohrheizfläche zu Undichtigkeiten an den Rohrwänden. 
Die drei S 10 wurden von der Deutschen Reichsbahn übernommen und erhielten die Betriebsnummern 16 001 bis 16 003. Sie waren die einzigen Schnellzuglokomotiven mit der Achsfolge 1'C1' und erhielten daher eine eigene Baureihe. Nach dem Ausbau der Strecken für 17 t Achslast wurden die störanfälligen S 10 jedoch bereits 1926 ausgemustert und durch Preußische P 8 ersetzt, die seit 1921 in Oldenburg im Einsatz waren.

## Technik

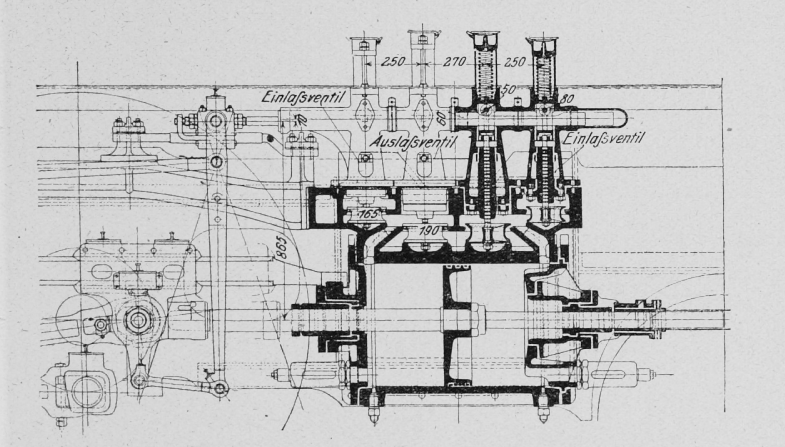
Lentz-Ventilsteuerung der S 10

Die S 10 hatten die in Deutschland seltene Achsfolge 1'C1' (Prairie) und waren mit Schlepptendern der Bauart old 2'2' T 20 gekuppelt.
Die Lokomotiven hatten, wie in Oldenburg üblich, eine Ventilsteuerung der Bauart Lentz. Bei dieser Bauart sind die Ein- und Auslassventile stehend über den Zylindern angeordnet waren, wobei hier die ungewöhnliche Anordnung mit den Einlassventilen an den Zylinderenden und den Auslassventilen in der Mitte gewählt wurde. Die Steuerung der Ventile erfolgte über eine Nockenschubstange, die von einer Heusinger-Steuerung angetrieben wurde.